# Henry Bridgeman (1er baron Bradford)
Henry Bridgeman, 1er baron Bradford (7 septembre 1725 - 5 juin 1800), connu sous le nom d'Henry Bridgeman, 5e baronnet entre 1764 et 1794, est un homme politique britannique qui siège à la Chambre des communes pendant 46 ans, de 1748 à 1794 quand il est élevé à la Pairie en tant que baron Bradford. 

## Biographie
Il est le deuxième et dernier fils survivant de Orlando Bridgeman (4e baronnet)et d'Anne, la fille de Richard Newport (2e comte de Bradford). Il fait ses études au Queens' College, à Cambridge, où il obtient son diplôme de maîtrise en 1747. À la mort de son oncle Thomas Newport (4e comte de Bradford) en 1762, il hérite de Weston Park et, deux ans plus tard, il succède à son père comme baronnet. Cambridge lui décerne un doctorat en droit en 1769 et l'Université d'Oxford lui décerne un doctorat en droit civil en 1793. 

## Carrière
En 1748, il entre à la Chambre des communes britannique après avoir été élu pour Ludlow. Il représente la circonscription électorale pendant vingt ans jusqu'en 1768 et siège ensuite pour (Much) Wenlock pendant encore vingt ans. Il prend sa retraite en tant que membre du Parlement en 1794 et est élevé le 13 août à la pairie de Grande-Bretagne sous le titre de baron Bradford, de Bradford, dans le comté de Shropshire. Il est nommé greffier de la Maison auprès de George, prince de Galles, poste qu'il occupe jusqu'à l'accession au trône de ce dernier en 1760. Un an plus tard, il est nommé commis-contrôleur du Board of Green Cloth, et exerce ses fonctions pendant trois ans. En 1774, il devient enregistreur pour Much Wenlock, un poste à vie.

## Famille
Il épouse Elizabeth Simpson, fille du révérend John Simpson le 12 juillet 1755; ils ont huit enfants, cinq fils et trois filles. Il meurt en 1800 à Old Burlington Street, à Londres, à l'âge de 74 ans. Son troisième fils, Orlando Bridgeman (1er comte de Bradford), lui succède et son quatrième fils John reprend son siège au Parlement et prend le nom de famille Simpson . Sa veuve est morte en 1806 à Bath, Somerset et est enterrée à Weston . 